# Westelijke huppelmuis
De westelijke huppelmuis (Zapus princeps)  is een zoogdier uit de familie van de slingermuizen (Zapodidae). De wetenschappelijke naam van de soort werd voor het eerst geldig gepubliceerd door Allen in 1893.

## Voorkomen
De soort komt voor in Canada en de Verenigde Staten.